# Cecelia Wolstenholme
Cecelia Wolstenholme, née le 18 mai 1915 à Withington, Manchester et morte en octobre 1968 dans la même ville, est une nageuse anglaise.

## Biographie
Cecelia Wolstenholme remporte la médaille d'or du 200 yards brasse aux Jeux de l'Empire britannique de 1930 à Hamilton, la médaille d'or du 200 mètres brasse aux championnats d'Europe de natation 1931 à Paris et la médaille de bronze du relais 4 × 100 mètres nage libre des championnats d'Europe de natation 1934 à Magdebourg.
Elle dispute les séries du 200 mètres brasse aux Jeux olympiques d'été de 1932 à Los Angeles mais ne se qualifie pas pour la finale.
Sa sœur Beatrice (en) est aussi une nageuse.